# Problème de Malfatti
En géométrie, l'expression problème de Malfatti est utilisée pour deux problèmes apparentés :
- déterminer trois cercles tracés à l'intérieur d'un triangle, de sorte que chaque cercle soit tangent aux deux autres et à deux côtés du triangle,
- déterminer trois disques disjoints inclus dans un triangle de sorte que la somme de leurs aires soit maximale (ou que l'aire de la surface restante soit minimale).

Illustration du "marble problem".

Gian Francesco Malfatti a posé en 1803 le deuxième problème, pensant que les cercles obtenus par le premier donneraient la réponse, ce qui s'est révélé faux (mais seulement 130 ans plus tard) .
La détermination des cercles solutions du premier problème est étudiée dans l'article intitulé cercles de Malfatti.
La solution au problème d'optimisation s'obtient par l'algorithme glouton suivant : prendre le disque inscrit dans le triangle, puis le plus grand des trois disques inscrit dans les trois zones restantes, puis le plus grand des cinq disques inscrit dans les cinq zones restantes. Bien que cette procédure ait été formulée pour la première fois en 1930 , son exactitude n'a été prouvée qu'en 1994 .

## Historique
Le problème initial posé par Malfatti était de déterminer les trois colonnes circulaires de marbre, éventuellement de différentes tailles, qui, sculptées dans un prisme droit triangulaire, auraient le plus grand volume (voir figure) . Ce problème en 3D est évidemment identique au problème en 2D ci-dessus ; d'où l'expression "marble problem" qui lui est parfois donnée.
Lob et Richmond , revenant au texte italien original, ont observé que, pour certains triangles, l'algorithme glouton décrit ci-dessus fournit une aire plus grande que celle obtenue par les cercles de Malfatti.

Malfatti à gauche, optimaux à droite.

La différence d'aire pour le triangle équilatéral est petite, un peu plus de 1% (figure de gauche), mais pour un triangle isocèle avec un petit angle au sommet (voir ci-dessous), les disques optimaux (empilés les uns sur les autres au-dessus de la base du triangle) ont une aire égale à près de deux fois celle des cercles de Malfatti.
En fait, les cercles de Malfatti ne sont jamais optimaux. Il été découvert grâce à des calculs numériques dans les années 1960, et plus tard prouvé rigoureusement, que la procédure Lob-Richmond produit toujours les trois disques avec la plus grande aire, et que celle-ci est toujours strictement plus grande que celle issue des cercles de Malfatti . Melissen a conjecturé plus généralement en 1997 que, pour tout entier n, l'algorithme glouton fournit toujours l'ensemble des n cercles maximisant l'aire dans un triangle donné  ; la conjecture est connue pour être vraie pour n ≤ 3 .

## Détermination des trois disques optimaux

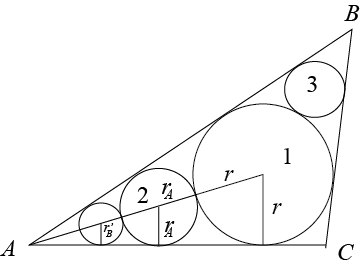
Ici, les disques optimaux ont été numérotés 1,2,3.

Les angles du triangle sont rangés dans l'ordre {\displaystyle {\widehat {A}}\leqslant {\widehat {B}}\leqslant {\widehat {C}}}. Avec les notations de la figure, on a {\displaystyle \sin {\frac {\widehat {A}}{2}}={\frac {r-r_{A}}{r+r_{A}}}}, d'où {\displaystyle {\frac {r_{A}}{r}}={\frac {1-\sin {\frac {\widehat {A}}{2}}}{1+\sin {\frac {\widehat {A}}{2}}}}=\tan ^{2}\left({\frac {\pi }{4}}-{\frac {\widehat {A}}{4}}\right)=\left({\frac {1-\tan {\frac {\widehat {A}}{4}}}{1+\tan {\frac {\widehat {A}}{4}}}}\right)^{2}}.

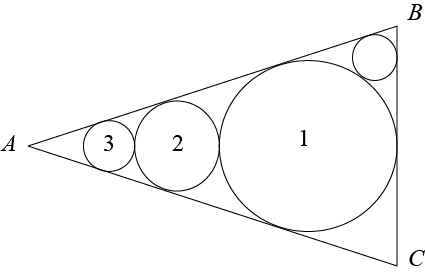
Tringle isocèle avec un angle au sommet de 37°.

Le deuxième disque maximisant l'aire, après le disque inscrit, est donc inclus dans le secteur {\displaystyle {\widehat {A}}}.
Un disque supplémentaire inscrit dans le secteur {\displaystyle {\widehat {A}}} a alors un rayon {\displaystyle {\frac {r'_{A}}{r}}=\left({\frac {1-\sin {\frac {\widehat {A}}{2}}}{1+\sin {\frac {\widehat {A}}{2}}}}\right)^{2}}.
Le deuxième disque maximisant l'aire est donc celui inclus dans le secteur {\displaystyle {\widehat {B}}} ssi {\displaystyle {\frac {r_{B}}{r}}>{\frac {r'_{A}}{r}}}, soit {\displaystyle \left({\frac {1-\tan {\frac {\widehat {B}}{4}}}{1+\tan {\frac {\widehat {B}}{4}}}}\right)^{2}>\left({\frac {1-\sin {\frac {\widehat {A}}{2}}}{1+\sin {\frac {\widehat {A}}{2}}}}\right)^{2}}, soit simplement {\displaystyle \tan {\widehat {\frac {B}{4}}}<\sin {\widehat {\frac {A}{2}}}}. 
Même type de raisonnement pour le troisième disque.
Pour un triangle isocèle en A, le deuxième disque est inclus dans le secteur {\displaystyle {\widehat {A}}} si {\displaystyle {\widehat {A}}<(\pi -{\widehat {A}})/2}, soit {\displaystyle {\widehat {A}}<\pi /3}. Le troisième disque est alors lui aussi inclus dans le secteur {\displaystyle {\widehat {A}}}, comme ci-contre, si {\displaystyle \tan \left({\frac {\pi -{\widehat {A}}}{8}}\right)>\sin {\widehat {\frac {A}{2}}}} ce qui donne une valeur charnière de 37,5° environ.